# Asura serratilinea
Asura serratilinea là một loài bướm đêm thuộc phân họ Arctiinae, họ Erebidae.